# Championnat du monde junior de hockey sur glace 1975
Navigation
Championnat du monde junior 1974 Championnat du monde junior 1976
Le Championnat du monde junior de hockey sur glace 1975 est la seconde édition d'un tournoi non officiel de hockey sur glace junior disputé du 26 décembre 1974 au 5 janvier 1975 à Winnipeg et Brandon, dans la province du Manitoba au Canada, ainsi que dans les villes américaines de Minneapolis et Bloomington, dans l'état du Minnesota, et celle de Fargo, dans l'état du Dakota du Nord. Six équipes y prennent part : le Canada, représenté par une sélection de joueurs de la Ligue de hockey de l'Ouest, les États-Unis, la Finlande, la Suède, la Tchécoslovaquie et l'Union soviétique. Les soviétiques conservent leur titre devançant au classement le Canada et la Suède.
Depuis 1977, la Fédération internationale de hockey sur glace organise son propre championnat du monde junior.

## Résultats
|  | Finlande | 1-4 | Union soviétique |  |

|  | Canada | 10-2 (2-0, 6-1, 2-1) | Suède |  |

|  | Tchécoslovaquie | 1-1 | Finlande |  |

|  | Canada | 9-3 | États-Unis |  |

|  | Union soviétique | 5-1 (2-0, 3-1, 0-0) | Tchécoslovaquie |  |

|  | Suède | 7-3 (2-0, 1-1, 4-2) | États-Unis |  |

|  | Canada | 2-1 | Finlande |  |

|  | Canada | 3-0 (2-0, 0-0, 1-0) | Tchécoslovaquie |  |

|  | Union soviétique | 3-1 (1-0, 2-1, 0-0) | États-Unis |  |

|  | Suède | 5-3 (3-2, 0-0, 2-1) | Finlande |  |

|  | Union soviétique | 6-2 (0-0, 2-2, 4-0) | Suède |  |

|  | États-Unis | 0-5 | Tchécoslovaquie |  |

|  | Canada | 3-4 (1-2, 0-2, 2-0) | Union soviétique |  |

|  | Finlande | 4-2 | États-Unis |  |

|  | Suède | 2-2 (1-1, 0-1, 1-0) | Tchécoslovaquie |  |

| Clt   | Équipe           | PJ | V | D | N | BP | BC | Diff | Pts |
| ----- | ---------------- | -- | - | - | - | -- | -- | ---- | --- |
| +001, | Union soviétique | 5  | 5 | 0 | 0 | 22 | 8  | +14  | 10  |
| +002, | Canada           | 5  | 4 | 1 | 0 | 27 | 10 | +17  | 8   |
| +003, | Suède            | 5  | 2 | 2 | 1 | 18 | 24 | -6   | 5   |
| +004, | Tchécoslovaquie  | 5  | 1 | 2 | 2 | 9  | 11 | -2   | 4   |
| +005, | Finlande         | 5  | 1 | 3 | 1 | 10 | 14 | -4   | 3   |
| +006, | États-Unis       | 5  | 0 | 5 | 0 | 9  | 28 | -19  | 0   |

- Vainqueur du Championnat du monde junior 1975

## Honneurs individuels
- Meilleur gardien de but : Ed Staniowski (Canada)
- Meilleur défenseur : Sergueï Babinov (Union soviétique)
- Meilleur attaquant : Viktors Hatuļevs (Union soviétique)

- Équipe type :

| Gardien | Vladimir Mychkine (Union soviétique) | Vladimir Mychkine (Union soviétique) | Vladimir Mychkine (Union soviétique) | Vladimir Mychkine (Union soviétique)     | Vladimir Mychkine (Union soviétique)     | Vladimir Mychkine (Union soviétique)     |
| Défense | Richard Lapointe (Canada)            | Richard Lapointe (Canada)            | Richard Lapointe (Canada)            | Vladimir Koutcherenko (Union soviétique) | Vladimir Koutcherenko (Union soviétique) | Vladimir Koutcherenko (Union soviétique) |
| Attaque | Dale McMullin (Canada)               | Dale McMullin (Canada)               | Viktors Hatuļevs (Union soviétique)  | Viktors Hatuļevs (Union soviétique)      | Boris Aleksandrov (Union soviétique)     | Boris Aleksandrov (Union soviétique)     |

## Statistiques individuelles
| Joueur                | PJ | B | A | Pts |
| --------------------- | -- | - | - | --- |
| Boris Chuchin         |    | 4 | 4 | 8   |
| Dag Bredberg          | 5  | 4 | 4 | 8   |
| Dale McMullin         | 5  | 3 | 5 | 8   |
| Vladimir Koutcherenko |    | 0 | 8 | 8   |
| Emil Meszáros         |    | 4 | 3 | 7   |
| Kent Nilsson          |    | 4 | 2 | 6   |
| Bryan Trottier        | 5  | 4 | 2 | 6   |
| Mel Bridgman          | 5  | 4 | 1 | 5   |
| Viktors Hatuļevs      |    | 4 | 1 | 5   |
| Mark Davidson         | 5  | 3 | 2 | 5   |
| Peter Šťastný         | 5  | 3 | 2 | 5   |
| Matti Hagman          | 5  | 3 | 2 | 5   |